# Hertogstraat
De Hertogstraat is een straat in het centrum van Nijmegen, in de Nederlandse provincie Gelderland. De straat kenmerkt zich vooral door wederopbouwpanden en veel winkels. De straat huisvest tegenwoordig ook poppodium Merleyn, dat sinds 2008 deel uitmaakt van het grotere poppodium Doornroosje.

## Naam
In de naam van de straat zit puur etymologisch niet het woord "hertog" besloten, maar "heer", een in het Nederlands niet meer algemeen gangbaar synoniem van "krijgsmacht, leger". De middeleeuwse straatnaam verwees naar heerstraat, waarmee oorspronkelijk een Romeinse legerweg werd bedoeld.

## Geschiedenis
De Hertogstraat is een van de oudste straten van Nederland. De straat wordt reeds vermeld in 1382. De straat heeft een Romeinse oorsprong.
Het is het startpunt van de Heirbaan Maastricht-Blerick-Nijmegen. Die weg loopt vanuit de Hertogstraat, Coehoornstraat, Heijendaalseweg en Driehuizerweg en komt dan in het natuurgebied Heumensoord uit. Op deze plek ligt nog een stuk oude Romeinse weg.
Die weg liep door naar Mook, tot de Romeinse Maasbrug bij Cuijk, en vervolgens langs de westkant van de Maas via Blerick naar Maastricht.

### Benamingen
Oudere namen van de Hertogstraat zijn: Hyrtsteeg en Hyrtzsteeg. De naam is meerdere malen aangepast; zo kwamen op de volgende momenten de volgende namen voor:
- 1420: Hertstege
- 1428: Hirtzstege
- 1531: Hertstegschestraat
- 1573: Hertsteegh
- 1607: Hertsteegsestraet
- 1620: Hartsteegh
- 1627: Hersteech
- 1666: Herstege
- 1694: Hartogsteegh
- 1722: Hartogsteeg
- 1730 en 1752: Hersteeg en
- 1765: Hertogsteeg
- 1839: Hertogsteeg
- 1858: Hertogsteeg
- 1881: Hertogstraat
- 1910: Hersteeg
- 1926: Hertogstraat

De straat is in 1924 hernoemd naar 'Hertogstraat', na een verzoek gedaan door De Winkeliersvereniging 'Hertogstraatbelangen'.

### Tweede Wereldoorlog
Als gevolg van het bombardement van februari 1944 en daarbovenop nog Operatie Market Garden is de Hertogstraat zwaar beschadigd geraakt. Onder meer werd het bankgebouw van de Nijmeegsche Bankvereeniging Van Engelenburg & Schippers door de Duitse bezetters volledig in brand gestoken.

## Afbeeldingen

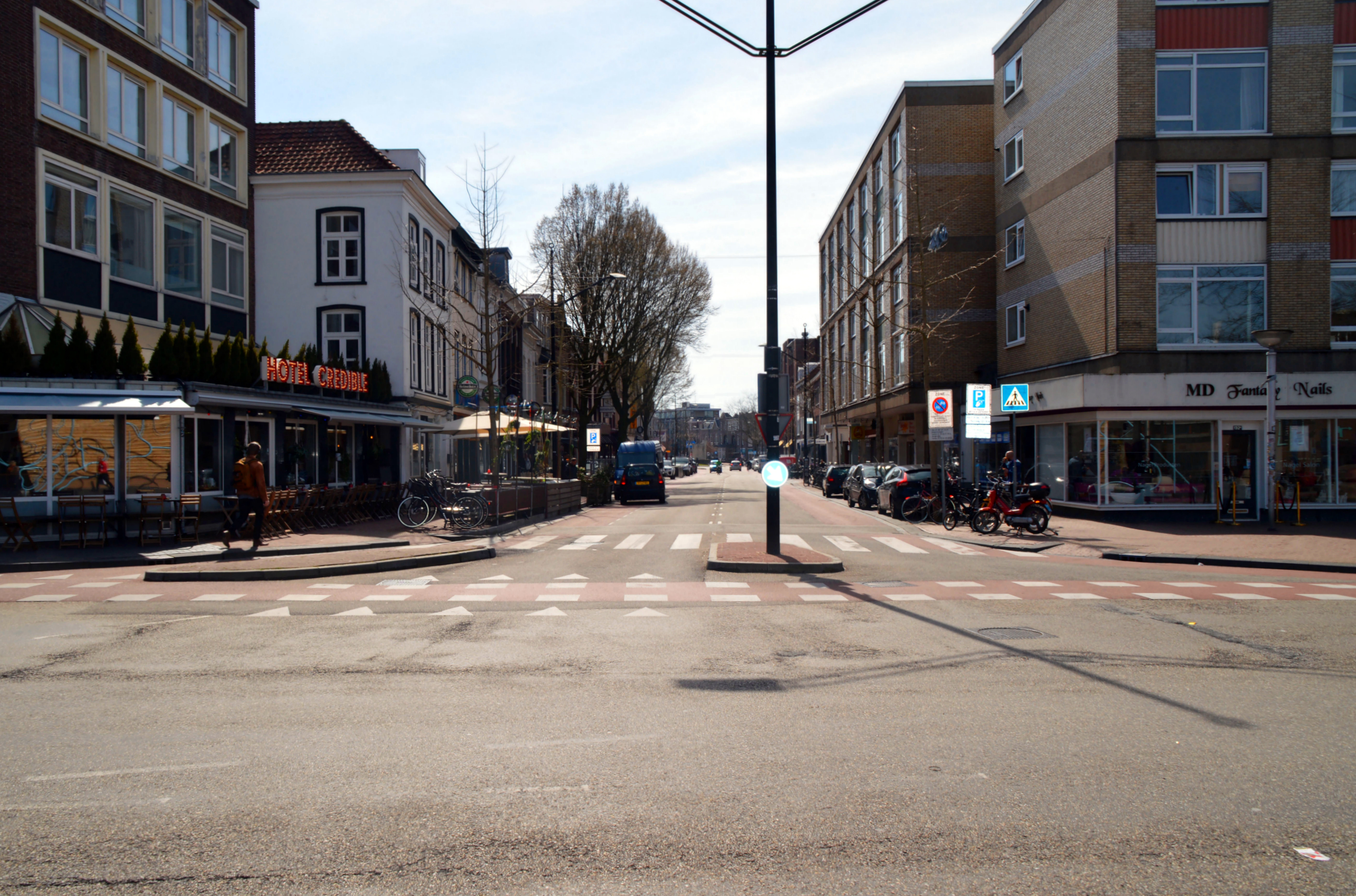
Hertogstraat vanaf de Noordzijde gezien
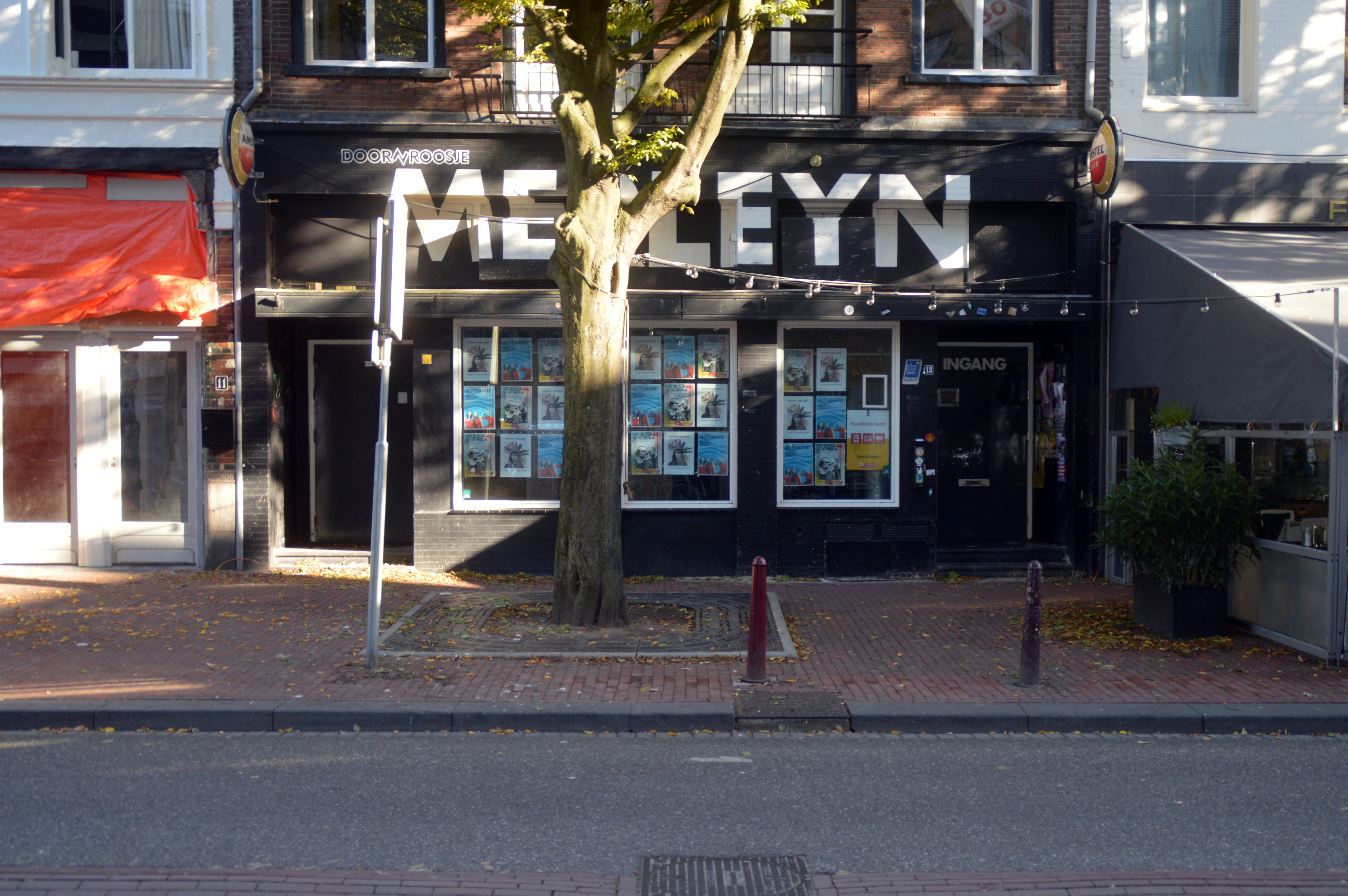
Poppodium Merleyn Hertogstraat 13.
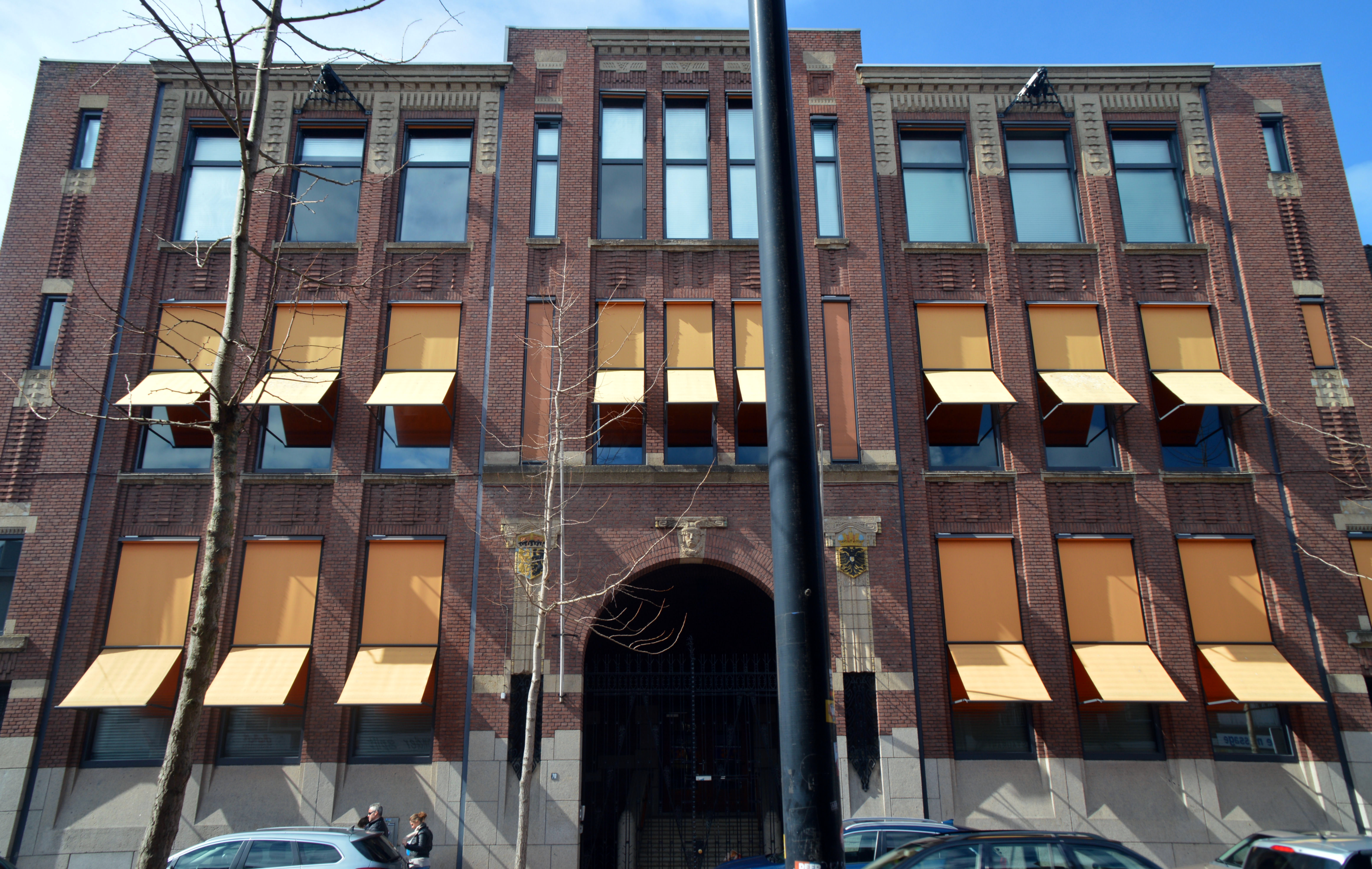
Nijmeegsche Bankvereeniging Van Engelenburg & Schippers aan de Hertogstraat
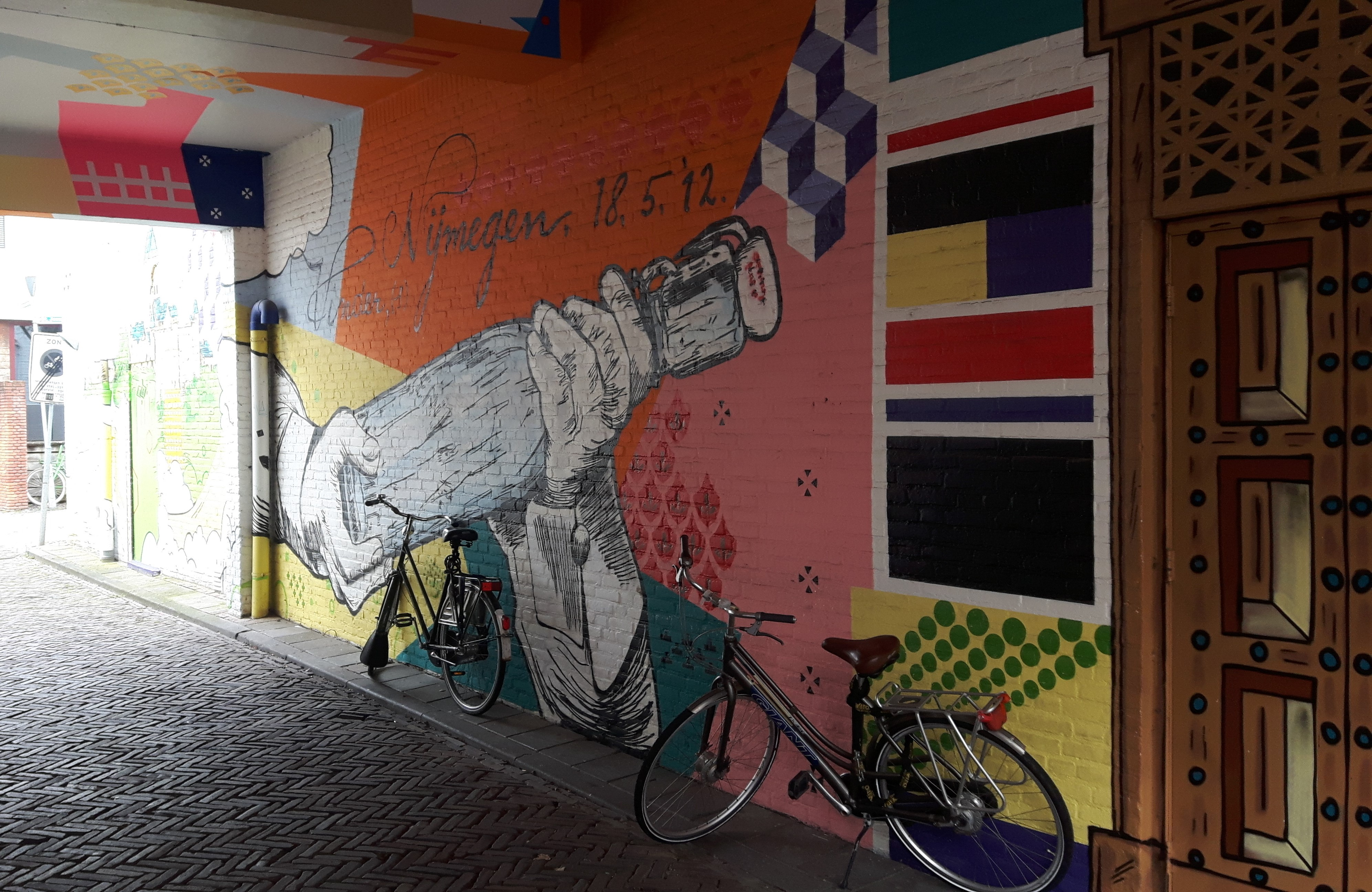
Muurschildering 'Flessenpost' door Remco Visser en Naamlooozz (Collectief Verfbaar), Hertogstraat-Sint Josephhof
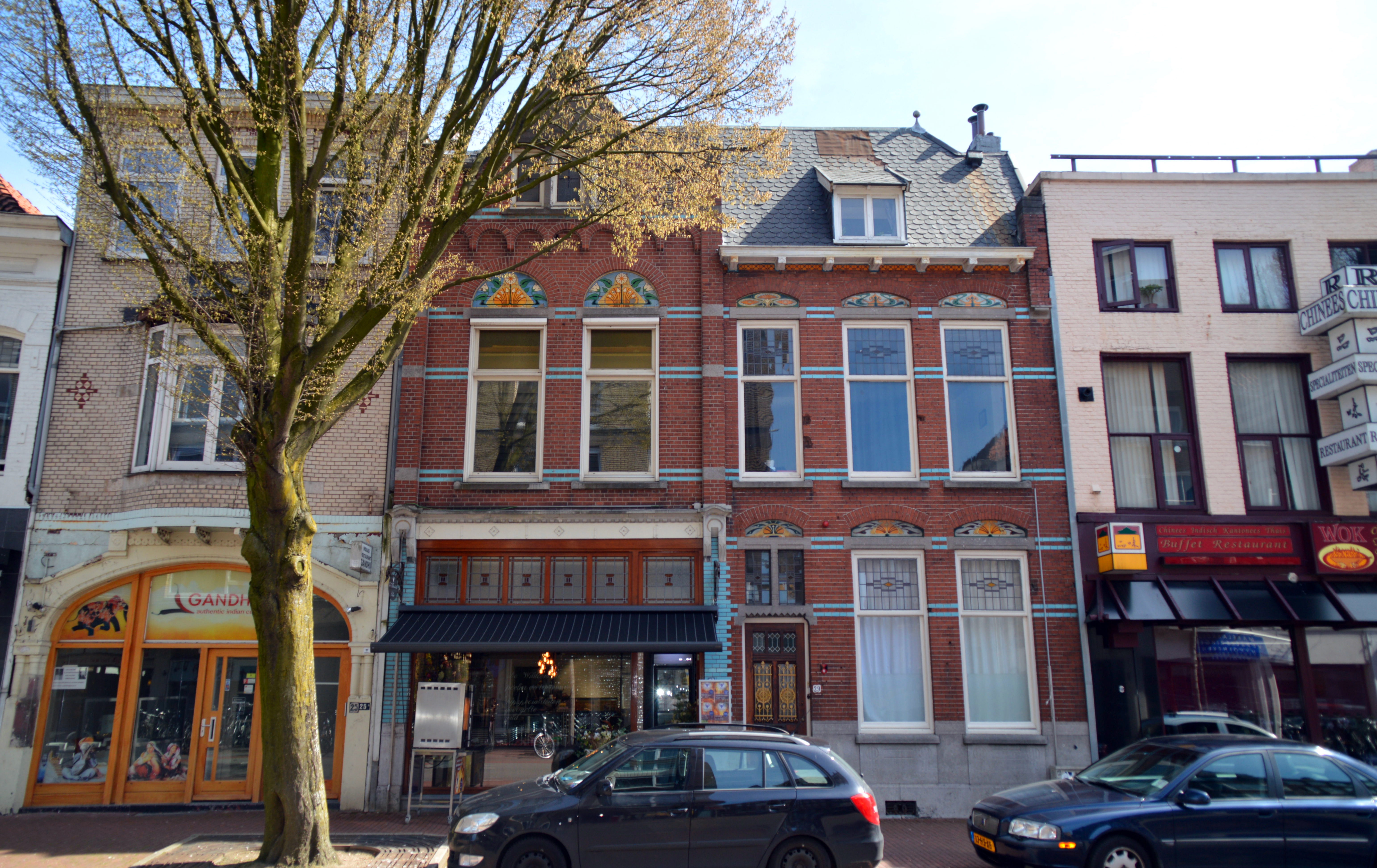
Hertogstraat 27-29